# Világtörténelem – 1. kötet
A Világtörténelem – 1. kötet (angolul: History of the World, Part I) 1981-es amerikai vígjáték. Rendezője, írója és producere Mel Brooks. Brooks továbbá öt szerepet is alakít a filmben: Mózest, Comicust, a stand-up filozófust,  Tomás de Torquemada-t,  XVI. Lajos francia királyt és egy Jacques nevű fiút. A további szerepekben Sid Caesar, Shecky Greene, Gregory Hines, Charlie Callas, Ron Carey, Dom DeLuise, Madeline Kahn, Harvey Korman, Cloris Leachman, Andreas Voutsinas, és Spike Milligan láthatóak.
A filmben Royce D. Applegate, Beatrice Arthur, Hugh Hefner, John Hurt, Phil Leeds, Barry Levinson, Jackie Mason, Paul Mazursky, Andrew Sachs és Henny Youngman is feltűnnek kisebb szerepekben. A narrátor Orson Welles.
Az "első kötet" ("Part I") cím ellenére nincs folytatása a filmnek; az eredeti cím szójáték Walter Raleigh The History of the World, Volume 1 című művének címével.
A film a történelmi antológia filmek paródiája. A történetek a kőkorban, a Római Birodalomban, a spanyol inkvizíció idején és a francia forradalom idején játszódnak. Továbbá a tízparancsolat és az utolsó vacsora komikus feldolgozása is látható.

## Cselekmény
A film a történelmi filmművészet paródiája. Négy fő részre oszlik, amelyek a kőkorszak, a Római Birodalom, a spanyol inkvizíció és a francia forradalom idején játszódó történeteket mesélnek el. A Tízparancsolat és az utolsó vacsora jelenetei is láthatók.
- A kőkorszak unalmas, amíg a humort és a zenét fel nem fedezik. A zene felfedezése véletlenszerű: munka közben egy kő esik egy ősember lábára, amitől az sikoltozni kezd. A különböző lábak leütése különböző hangokat eredményez: ez az első dallam.
- Mózes szerepében Brooks 15 parancsolatot kap Jehovától. Miközben a zsidó néphez intézett beszédét gyakorolja, a három tábla egyike kicsúszik a kezéből és eltörik. Így a zsidó nép csak tíz parancsolatot ismer meg.
- A Római Birodalomban Brooks a törzsfilozófus (eredetiben: „stand-up filozófus”) Comicus imitációja. Éppen munkanélküli segélyt készül felvenni, amikor megjelenik az ügynöke, és közli vele, hogy van egy eljegyzése a Caesars Palace-ban,[2] azaz a Császári Palotában, amit ő el is fogad. Comicus ezután találkozik a császári palotában dolgozó leánykával, és egy etióp rabszolgával. A császári palotában a pufók császárral kapcsolatos politikai viccei rosszul sülnek el, ezért menekülni kényszerül. Etióp barátjával együtt eltűnik a városból. Üldözőiket egy hatalmas, kábítószeres cigaretta elszívásával ködbe borítja, amelyet az etióp egy tekercsből és az út szélén szedett marihuánaból készített.
Az El Al[3] nevű hajó kék-fehér csíkos vitorlája alatt a barátok elérik Júdeát, ahol Comicus ideiglenes pincérként vállal munkát, és első dolga, hogy megpróbál rábeszélni egy „isteni szelídséggel megáldott fiatalembert” és tizenkét barátját, hogy megegyék az aznapi maradék levest (szójáték az angol last supper kifejezéssel, amely szó szerint „utolsó vacsora” és ugyanakkor az utolsó vacsora eseményére utal).
- Röviden érinti a spanyol inkvizíciót, amelyben Brooks a nagy inkvizítort, Torquemadát alakítja egyfajta musicalben.
- A film utolsó része a francia forradalom idején játszódik. XVI. Lajos francia király, aki teljesen elmerült hedonista és triviális életében, nyomorban hagyja a népet, akik annyira szegények, hogy még saját nyelvük sincs, csak „olyan akcentusuk, mint Maurice Chevalier-nak”.
Mivel de Monet gróf figyelmezteti a nép közelgő lázadására, a király elhatározza, hogy keres egy helyettest, hogy zavartalanul elmenekülhessen Franciaországból. A választás Jacques-ra, a garçon pipire esik, aki fizikailag mindenben megegyezik az uralkodóval. A terv beválik, és amikor kitör a forradalom, szegény Jacques-ot elfogja a feldühödött tömeg, de amikor éppen le akarják fejezni a guillotine-nal, Josephus érkezik egy szekéren egyenesen a Római Birodalomból, és megmenti őt, magával viszi, az igazi Louis-t pedig otthagyja.
- Megjelenik egy előzetes a The Mad History of the World 2 című filmből, amelyet soha nem mutattak be: benne Adolf Hitler mint műkorcsolyázó, egy viking temetés és zsidók az űrben láthatók.

## Szereplők

### Főszereplők
- Mel Brooks - Mózes, Comicus, Tomás de Torquemada, Jacques és XVI. Lajos francia király
- Dom DeLuise - Nero római császár
- Madeline Kahn - Nympho császárné
- Harvey Korman - de Monet gróf
- Cloris Leachman - Madame Defarge
- Ron Carey - Swiftus
- Gregory Hines - Josephus
- Pamela Stephenson - Mademoiselle Rimbaud
- Shecky Greene - Marcus Vindictus
- Sid Caesar - barlanglakók főnöke
- Mary-Margaret Humes - Miriam
- Orson Welles - narrátor
- Carl Reiner - Isten hangja (nincs a stáblistában)

### Mellékszereplők az ókori Rómában
- Howard Morris - Bírósági szóvivő
- Charlie Callas - Jós
- Paul Mazursky - Római tiszt
- Henny Youngman - Vegyész
- Hugh Hefner - Vállalkozó
- Barry Levinson - Levinson, rovatvezető
- John Myhers - Szenátusvezető
- John Hurt - Jézus Krisztus
- Bea Arthur - „Mvnkanélkvliség” biztosítási ügyintéző (nincs a stáblistában)
- Ronny Graham - Oidipusz
- Pat McCormick - Vízvezeték-ügynök

### Mellékszereplők a francia forradalom idején
- Andreas Voutsinas - Béarnaise
- Spike Milligan - Monsieur Rimbaud
- John Hillerman - Gazdag ember
- Andrew Sachs - Gerard
- Fiona Richmond - Queen
- Nigel Hawthorne - Hóhér
- Bella Emberg - Baguette

## Fordítás
- Ez a szócikk részben vagy egészben  a   La pazza storia del mondo című olasz Wikipédia-szócikk fordításán alapul.  Az eredeti cikk szerkesztőit annak laptörténete sorolja fel. Ez a jelzés csupán a megfogalmazás eredetét és a szerzői jogokat jelzi, nem szolgál a cikkben szereplő információk forrásmegjelöléseként.
- Ez a szócikk részben vagy egészben  a   Mel Brooks – Die verrückte Geschichte der Welt című német Wikipédia-szócikk fordításán alapul.  Az eredeti cikk szerkesztőit annak laptörténete sorolja fel. Ez a jelzés csupán a megfogalmazás eredetét és a szerzői jogokat jelzi, nem szolgál a cikkben szereplő információk forrásmegjelöléseként.